# Suzuki K
Suzuki K — серия рядных трёх- и четырёхцилиндровых автомобильных двигателей внутреннего сгорания объёмом 0,7—1,5 л, выпускающихся с 1994 года японской компанией Suzuki. Головки блока цилиндров имеют два верхних распределительных вала, приводимых в движение цепью. Количество клапанов на цилиндр — 4. Топливо — бензиновое или газомоторное, дозируется многоточечным впрыском топлива или непосредственным впрыском. Некоторые двигатели имеют турбонаддув.
С 2013 года некоторые двигатели Suzuki K разрабатываются по технологии Dualjet. Обновления: новые две форсунки на цилиндр, увеличенная степень сжатия (улучшение тепловой эффективности), изменённая форма водяной рубашки, охлаждение поршня с помощью масляных форсунок, система рециркуляции выхлопных газов с водяным охлаждением и ряд других изменений для топливной эффективности. Вариант с турбонаддувом и топливной системой с непосредственным впрыском носит название Boosterjet.
Гибридная силовая установка с 12- или 48-вольтовым встроенным стартер-генератором (ISG), получившая название Smart Hybrid Vehicle от Suzuki (SHVS), помогает увеличить расход топлива, обеспечивая дополнительное ускорение, а также снижает выбросы. Гибридные автомобили с системой SHVS продаются на рынках с более строгим регулированием выбросов, таких как Европа, Япония, Индия, Сингапур и Мексика (под названием Boostergreen). Версии с мотор-генераторами продаются в Европе и Японии.

## Трёхцилиндровые двигатели

### K6A
K6A — первый двигатель серии Suzuki K, выпускавшийся с 1994 по 2018 год. Также это самый первый двигатель серии K с VVT. Двигатель выпускался в разных вариантах: с турбонаддувом или без него, на обеднённой смеси, на КПГ и с мотор-генератором. Гибридная силовая установка применялась только в Suzuki Twin.

#### Технические характеристики
- Объём: 0,66 л (658 см3)
- Диаметр цилиндра и ход поршня: 68 мм x 60,4 мм
- Клапанный механизм: DOHC, 12 клапанов, с или без VVT
- Степень сжатия: 8,4—8,9 (турбированный двигатель), 10,5 (атмосферный двигатель)
- Мощность:
  - 27—40 кВт (36—53 л. с.) при 5500—6500 об/мин (атмосферный двигатель)
  - 44—47 кВт (59—63 л. с.) при 6000—6500 об/мин (турбированный двигатель)
  - 36,8 кВт (49,3 л. с.) при 6500 об/мин (КПГ)
- Крутящий момент:
  - 55—63 Н⋅м при 3500—4000 об/мин (атмосферный двигатель)
  - 83—108 Н⋅м при 3000—3500 об/мин (турбированный двигатель)
  - 58 Н⋅м при 3500 об/мин (КПГ)

#### Применения
- Атмосферный двигатель:
  - 1973 — настоящее время Caterham 7
  - 1995—2018 Suzuki Jimny
  - 1997—2012 Suzuki Wagon R/Mazda AZ-Wagon
  - 1998—2008 Suzuki Kei
  - 1998—2014 Suzuki Alto
  - 1998—2014 Mazda Carol
  - 1999—2006 Mazda Laputa
  - 2001—2011 Suzuki MR Wagon/Nissan Moco
  - 2001—2013 Suzuki Carry/Every
  - 2001—2013 Mazda Scrum Truck
  - 2002—2008 Mazda Spiano
  - 2002—2015 Suzuki Alto Lapin
  - 2003—2005 Suzuki Twin
  - 2004—2009 Arctic Cat T660
  - 2006—2009 Suzuki Cervo
  - 2008—2013 Suzuki Palette
  - 2009—2013 Nissan Roox
  - 2010—2010 Nissan Pino
  - 2012—2013 Mazda Flair Wagon

- Турбированный двигатель:
  - 1994—1998 Suzuki Alto
  - 1995—1998 Suzuki Cappuccino
  - 1995—2018 Suzuki Jimny
  - 1997—2012 Suzuki Wagon R/Mazda AZ-Wagon
  - 1998—2008 Suzuki Kei
  - 1998—2008 Mazda AZ-Offroad
  - 1999—2006 Mazda Laputa
  - 2001—2011 Suzuki MR Wagon/Nissan Moco
  - 2001—2013 Suzuki Every/Mazda Scrum Van
  - 2002—2008 Mazda Spiano
  - 2002—2015 Suzuki Alto Lapin
  - 2004—2009 Arctic Cat T660 Turbo (110 л. с.)
  - 2006—2009 Suzuki Cervo
  - 2008—2013 Suzuki Palette
  - 2009—2013 Nissan Roox
  - 2012—2013 Mazda Flair Wagon
  - 2013—2017 Caterham 7 160/165 (80 л. с.)

### K10B
1,0-литровый трёхцилиндровый двигатель K10B устанавливается с 2008 года на многие городские автомобили Suzuki. В 2014 году двигатель был переработан путём увеличения степени сжатия с 10,0 до 11,0:1 и стал называться K-Next. Эти изменения предусматривали увеличение расхода бензина до 23 км/л, достижение максимальной мощности на низких оборотах и снижение трения. На внутреннем рынке Индии двигатель работает на КПГ.

#### Технические характеристики
- Объём: 1,0 л (996 см3)
- Диаметр цилиндра и ход поршня: 73 мм x 79,4 мм
- Клапанный механизм: DOHC, 12 клапанов
- Степень сжатия: 10,0—11,0
- Мощность:
  - 48—50 кВт (64—67 л. с.) при 6000 об/мин
  - 43 кВт (58 л. с.) при 6000 об/мин (КПГ)
- Крутящий момент:
  - 90 Н⋅м при 3500 об/мин
  - 78 Н⋅м при 3500 об/мин (КПГ)

#### Применения
- 2008—2014 Suzuki Splash
- 2008—2014 Opel/Vauxhall Agila ecoFLEX
- 2009—2014 Suzuki Alto/A-Star/Nissan Pixo
- 2009—2014 Maruti Suzuki Estilo/Karimun Estilo (Индия и Индонезия)
- 2010 — настоящее время Suzuki Wagon R (Индия [2010—2022], Пакистан и Шри-Ланка)
- 2010—2020 Suzuki Alto K10
- 2013—2021 Suzuki Karimun Wagon R (Индонезия)
- 2014 — настоящее время Suzuki Celerio/Cultus (Индия [2014—2021])
- 2019—2022 Suzuki S-Presso

### K10C
K10C — переработанная версия двигателя K10B. Выпускается как в атмосферном (Dualjet), так и в турбированном исполнении (Boosterjet). Для повышения теплового КПД и снижения трения степень сжатия была увеличена с 11,0:1 до 12,0:1. На европейском и японском рынках двигатель работает с системой SHVS, в то время как на индийском рынке двигатель работает на КПГ.

#### Технические характеристики
- Объём: 1,0 л (998 см3)
- Диаметр цилиндра и ход поршня: 73 мм x 79,4 мм
- Клапанный механизм: DOHC, 12 клапанов, одинарный или двойной VVT
- Степень сжатия: 10,0 (турбированный двигатель), 12,0 (атмосферный двигатель)
- Мощность:
  - 48—50 кВт (64—67 л. с.) при 5500–6000 об/мин (атмосферный двигатель)
  - 42 кВт (56 л. с.) при 5300 об/мин (КПГ)
  - 2 кВт (3 л. с.) при 1000 об/мин (электродвигатель)
  - 73—82 кВт (98—109 л. с.) при 5500 об/мин (турбированный двигатель)
- Крутящий момент:
  - 89—93 Н⋅м при 3500 об/мин (атмосферный двигатель)
  - 82 Н⋅м при 3400 об/мин (КПГ)
  - 150—170 Н⋅м при 1500—4500 об/мин (турбированный двигатель)
  - 50 Н⋅м при 100 об/мин (электродвигатель)

#### Применения
- Атмосферный двигатель:
  - 2015 — настоящее время Suzuki Celerio
  - 2022 — настоящее время (Maruti) Suzuki Wagon R
  - 2022 — настоящее время (Maruti) Suzuki Alto K10
  - 2022 — настоящее время Suzuki S-Presso

- Турбированный двигатель:
  - 2015—2022 Suzuki Baleno
  - 2016—2021 Suzuki SX4 S-Cross (Европа)
  - 2017—2024 Suzuki Swift
  - 2017 — настоящее время Suzuki Xbee
  - 2018—2021 Suzuki Vitara (Европа)
  - 2023 — настоящее время Suzuki Fronx (Индия/Бангладеш/Шри-Ланка)
  - 2024 — настоящее время Toyota Taisor

## Четырёхцилиндровые двигатели

### K10A

#### Технические характеристики
- Объём: 1,0 л (996 см3)
- Диаметр цилиндра и ход поршня: 68 мм x 68,6 мм
- Клапанный механизм: DOHC, 16 клапанов, с или без VVT
- Степень сжатия: 8.4 (турбированный двигатель), 10.0 (атмосферный двигатель)
- Мощность:
  - 48—51 кВт (64—69 л. с.) при 6500–7000 об/мин (атмосферный двигатель)
  - 74 кВт (99 л. с.) при 6500 об/мин (турбированный двигатель)
- Крутящий момент:
  - 88 Н⋅м при 3500 об/мин (атмосферный двигатель)
  - 118 Н⋅м при 4000 об/мин (турбированный двигатель)

#### Применения
- Атмосферный двигатель:
  - 1997—2002 Suzuki Wagon R+
  - 1999—2001 Chevrolet Wagon R+ (Колумбия/Эквадор)
  - 1999—2003 Chevrolet Alto (Колумбия/Эквадор)
  - 2000—2002 Chevrolet MW (Япония)
- Турбированный двигатель:
  - 1997—2000 Suzuki Wagon R+ (Япония)
  - 2000—2002 Chevrolet MW (Япония)

### K12A

#### Технические характеристики
- Объём: 1,2 л (1172 см3)
- Диаметр цилиндра и ход поршня: 71 мм x 74 мм
- Клапанный механизм: DOHC, 16 клапанов
- Степень сжатия: 9,3
- Мощность:
  - 51 кВт (68 л. с.) при 6000 об/мин
- Крутящий момент:
  - 95 Н⋅м при 3250 об/мин

#### Применения
- 1998—2000 Suzuki Wagon R+ (Европа)

### K12B
Впервые двигатель K12B был представлен в 2008 году, затем в 2013 году двигатель был переработан по технологии Dualjet. Также известен как E-Power EA12 или JL473Q.

#### Технические характеристики
- Объём: 1,24 л (1242 см3)
- Диаметр цилиндра и ход поршня: 73 мм x 74,2 мм
- Клапанный механизм: DOHC, 16 клапанов, VVT
- Степень сжатия: 11,0—12,0
- Мощность:
  - 63—69 кВт (85—94 л. с.) при 6000—6500 об/мин
- Крутящий момент:
  - 114—118 Н⋅м при 4400—4800 об/мин

#### Применения
- 2008—2014 Suzuki Splash
- 2008—2014 Opel/Vauxhall Agila
- 2010—2017 Suzuki Swift
- 2011—2015 Suzuki Solio/Mitsubishi Delica D:2
- 2012 — настоящее время Changan/Changhe/Chana Star
- 2013—2016 Changan CX20
- 2014—2024 Suzuki Ciaz (Таиланд)
- 2014 — настоящее время Changan SC6418
- 2019 — настоящее время Esemka Bima 1.2

### K12D
На европейском и ряде других рынков двигатель K12D пришёл на смену двигателю K12C Dualjet, так как европейский стандарт выбросов перешёл на стадию Euro 6d. Рабочий объём идентичен двигателям K12M и K12N Dualjet. В основном, двигатель работает в паре с системой SHVS.

#### Технические характеристики
- Объём: 1,2 л (1197 см3)
- Диаметр цилиндра и ход поршня: 73 мм x 71,5 мм
- Клапанный механизм: DOHC, 16 клапанов, двойной VVT
- Степень сжатия: 13,0
- Мощность:
  - 61 кВт (82 л. с.) при 6000 об/мин
  - 2 кВт (3 л. с.) при 800 об/мин (электродвигатель)
- Крутящий момент:
  - 107 Н⋅м при 2000 об/мин
  - 35 Н⋅м при 499 об/мин (электродвигатель)

#### Применения
- 2020—2024 Suzuki Swift Hybrid (Европа)
- 2020 — настоящее время Suzuki Ignis Hybrid (Европа)

### K12M
Двигатель K12M разрабатывается компанией Maruti Suzuki. В основном, двигатель выпускается для индийского рынка, так как в Индии введён повышенный акцизный налог на бензиновые двигатели объёмом более 1200 см3. Также двигатель применяется в автомобилях на рынках Юго-Восточной Азии, Южной Америки и Африки. В 2020 году на основе двигателя K12M был разработан двигатель K12D.
С 2012 года двигатель имеет систему VVT. В феврале 2018 года в Таиланде впервые была представлена версия Dualjet со степенью сжатия 11,5:1.

#### Технические характеристики
- Объём: 1,2 л (1197 см3)
- Диаметр цилиндра и ход поршня: 73 мм x 71.5 мм
- Клапанный механизм: DOHC, 16 клапанов, с или без VVT
- Степень сжатия: 10,5—11,5
- Мощность:
  - 61—64 кВт (82—86 л. с.) при 6000 об/мин
  - 52 кВт (70 л. с.) при 6000 об/мин (КПГ)
- Крутящий момент:
  - 108—113 Н⋅м при 4000—4400 об/мин
  - 95 Н⋅м при 4000 об/мин (КПГ)

#### Применения
- 2009—2016 Suzuki Splash/Maruti Ritz
- 2010 — настоящее время Suzuki Swift
- 2010 — настоящее время Suzuki Dzire
- 2015—2022 Suzuki Baleno (Индия/Шри-Ланка)
- 2017 — настоящее время Suzuki Ignis
- 2019—2022 Suzuki Wagon R (Индия)
- 2019—2022 Toyota Glanza (Индия)

### K12N
K12N — версия двигателя K12M, разработанная по технологии Dualjet. Также работает в паре с системой SHVS. Существует также версия для коммерческих автомобилей с меньшей мощностью.

#### Технические характеристики
- Объём: 1,2 л (1197 см3)
- Диаметр цилиндра и ход поршня: 73 мм x 71,5 мм
- Клапанный механизм: DOHC, 16 клапанов, двойной VVT
- Степень сжатия: 12,0
- Мощность:
  - 66 кВт (89 л. с.) при 6000 об/мин 59 кВт (80 л. с.) при 6000 об/мин (коммерческие автомобили)
  - 56 кВт (74 л. с.) при 6000 об/мин (КПГ) 53 кВт (71 л. с.) при 6000 об/мин (КПГ, коммерческие автомобили)
- Крутящий момент:
  - 113 Н⋅м при 4200 об/мин 104,4 Н⋅м при 2900 об/мин (коммерческие автомобили)
  - 98,5 Н⋅м при 4300 об/мин (КПГ) 95 Н⋅м при 2800 об/мин (КПГ, коммерческие автомобили)

#### Применения
- 2020 — настоящее время Suzuki Dzire (Индия/Непал)
- 2021—2024 Suzuki Swift (Индия/Непал/Бангладеш)
- 2019 — настоящее время Suzuki Baleno/Toyota Glanza (Индия)
- 2022 — настоящее время Suzuki Wagon R (Индия)
- 2022 — настоящее время Suzuki Eeco
- 2023 — настоящее время Suzuki Fronx (Индия/Непал)
- 2023 — настоящее время Suzuki Super Carry
- 2024 — настоящее время Toyota Taisor

### K14B
Также известен как E-Power EA14 или JL473Q1.

#### Технические характеристики
- Объём: 1,4 л (1372 см3)
- Диаметр цилиндра и ход поршня: 73 мм x 82 мм
- Клапанный механизм: DOHC, 16 клапанов, VVT
- Степень сжатия: 10,0—11,0
- Мощность:
  - 68—71 кВт (91—95 л. с.) при 6000 об/мин
  - 62 кВт (83 л. с.) при 6000 об/мин (КПГ)
- Крутящий момент:
  - 130—134 Н⋅м при 4000—4800 об/мин
  - 110 Н⋅м при 4000—4800 об/мин (КПГ)

#### Применения
- 2010—2017 Suzuki Swift
- 2011—2018 Changhe Spla (Китай/Южная Америка)
- 2012 — настоящее время Changhe Big Dipper
- 2012 — настоящее время Changhe Suzuki Landy/Coolcar
- 2012—2016 Changhe Ideal
- 2012—2019 Suzuki Ertiga
- 2013—2015 Chana Eulove
- 2013 — настоящее время Changan Alsvin
- 2013—2016 Changan CX20
- 2013—2017 Mazda VX-1 (Индонезия)
- 2013—2018 Changhe Suzuki Liana (Китай)[13]
- 2014 — настоящее время Changan Benni
- 2014—2015 Chana Taurustar
- 2014—2017 Changan Alsvin V3
- 2014 — настоящее время Suzuki Ciaz
- 2015 — настоящее время Changhe Freedom M50[14]
- 2016—2019 Proton Ertiga (Малайзия)
- 2017—2022 Suzuki Baleno
- 2020—2022 Toyota Starlet (Африка)[15]

### K14C
K14C Boosterjet — версия двигателя K14B с непосредственным впрыском и турбонаддувом. В середине 2020 года на европейском рынке преемником двигателя K14C стал гибридный двигатель K14D Boosterjet.

#### Технические характеристики
- Объём: 1,4 л (1372 см3)
- Диаметр цилиндра и ход поршня: 73 мм x 82 мм
- Клапанный механизм: DOHC, 16 клапанов, VVT
- Степень сжатия: 9,9
- Мощность:
  - 100—107 кВт (134—144 л. с.) при 5500 об/мин
- Крутящий момент:
  - 210—230 Н⋅м при 1500—4000 об/мин

#### Применения
- 2015 — настоящее время Suzuki Vitara/Escudo
- 2016 — настоящее время Suzuki SX4 S-Cross
- 2018 — настоящее время Suzuki Swift Sport

- Suzuki K14C
- Suzuki K14C в моторном отсеке Suzuki Swift Sport

### K14D
K14D — переработанная версия двигателя K14C Boosterjet для европейского рынка. Работает в паре с системой SHVS (напряжение 48 В). Соответствует стандарту выбросов Euro 6d.

#### Технические характеристики
- Объём: 1,4 л (1372 см3)
- Диаметр цилиндра и ход поршня: 73 мм x 82 мм
- Клапанный механизм: DOHC, 16 клапанов, двойной VVT
- Степень сжатия: 10.8
- Мощность:
  - 95 кВт (127 л. с.) при 5500 об/мин
  - 10 кВт (14 л. с.) при 3000 об/мин (электродвигатель)
- Крутящий момент:
  - 235 Н⋅м при 2000 об/мин
  - 53 Н⋅м при 3000 об/мин

#### Применения
- 2020 — настоящее время Suzuki SX4 S-Cross Hybrid (Европа)
- 2020 — настоящее время Suzuki Swift Sport Hybrid (Европа, Сингапур, Тайвань, Гонконг и Макао)
- 2020 — настоящее время Suzuki Vitara Hybrid (Европа)

### K15B

#### Технические характеристики
- Объём: 1,5 л (1462 см3)[17]
- Диаметр цилиндра и ход поршня: 74 мм x 85 мм
- Клапанный механизм: DOHC, 16 клапанов, VVT
- Степень сжатия: 10,0—10,5
- Мощность:
  - 75—78 кВт (101—105 л. с.) при 6000 об/мин
  - 68 кВт (91 л. с.) при 6000 об/мин (КПГ)
- Крутящий момент:
  - 130—138 Н⋅м при 4000—4400 об/мин
  - 122 Н·м при 4400 об/мин (КПГ)

#### Применения
- 2018 — настоящее время Suzuki Ciaz (Африка, Индия и Ближний Восток)
- 2018 — настоящее время Suzuki Ertiga
- 2018 — настоящее время Suzuki Jimny Sierra
- 2019 — настоящее время Suzuki XL6/XL7
- 2020—2022 Suzuki S-Cross Hybrid (Индия)
- 2020—2022 Suzuki Vitara Brezza/Toyota Urban Cruiser (Индия)
- 2021 — настоящее время Toyota Belta (Африка и Ближний Восток)
- 2022 — настоящее время Suzuki Baleno (мировые рынки)
- 2023 — настоящее время Suzuki Fronx (Африка)
- 2023 — настоящее время Suzuki Grand Vitara (Африка и Бруней, FWD)

### K15B-C

#### Технические характеристики
- Объём: 1,5 л (1462 см3)[18]
- Диаметр цилиндра и ход поршня: 74 мм x 85 мм
- Клапанный механизм: DOHC, 16 клапанов
- Степень сжатия: 10,0
- Мощность: 71 кВт (96 л. с.) при 5600 об/мин
- Крутящий момент: 135 Н⋅м при 4400 об/мин

#### Применения
- 2019 — настоящее время Suzuki Carry (мировые рынки)

### K15C
K15C — версия двигателя K15B, выпускающаяся по технологии Dualjet. На индийском рынке двигатель работает на КПГ, в то время как на европейском и японском рынках двигатель работает с мотор-генератором напряжением 140 В. Также существует версия с системой SHVS.

#### Технические характеристики
- Объём: 1,5 л (1462 см3)
- Диаметр цилиндра и ход поршня: 74 мм x 85 мм
- Клапанный механизм: DOHC, 16 клапанов, двойной VVT
- Степень сжатия: 12,0—13,0
- Мощность:
  - 73—76 кВт (98—102 л. с.) при 6000 об/мин
  - 64 кВт (86 л. с.) при 5500 об/мин (КПГ)
  - 2 кВт (3 л. с.) при 900 об/мин (MHEV)
  - 24 кВт (33 л. с.) при 5500 об/мин (HEV)
  - 85 кВт (113 л. с.) при 5500 об/мин (ДВС + HEV)
- Крутящий момент:
  - 132—137 Н⋅м при 4400 об/мин
  - 122 Н⋅м при 4200 об/мин
  - 60 Н⋅м при 100—2000 об/мин (HEV)

#### Применения
- 2022 — настоящее время Suzuki Brezza
- 2022 — настоящее время Suzuki Ertiga (Индия/Бангладеш)
- 2022 — настоящее время Suzuki Grand Vitara/Toyota Urban Cruiser Hyryder
- 2022 — настоящее время Suzuki SX4 S-Cross Hybrid (Европа)
- 2022 — настоящее время Suzuki Vitara/Escudo Hybrid (Европа/Япония)
- 2022 — настоящее время Suzuki XL6 (Индия/Бангладеш)
- 2023 — настоящее время Suzuki Fronx